# Кубок В'єтнаму з футболу 2023
Кубок В'єтнаму з футболу 2023 — 31-й розіграш кубкового футбольного турніру у В'єтнамі. Титул вперше здобув Тханьхоа.

## Календар
| Раунд        | Дата                       | Матчі | Клуби   |
| ------------ | -------------------------- | ----- | ------- |
| Перший раунд | 31 березня - 2 квітня 2023 | 9     | 24 → 15 |
| Другий раунд | 6-7 липня 2023             | 7     | 15 → 8  |
| 1/4 фіналу   | 10-11 липня 2023           | 4     | 8 → 4   |
| 1/2 фіналу   | 16 серпня 2023             | 2     | 4 → 2   |
| Фінал        | 20 серпня 2023             | 1     | 2 → 1   |

## Другий раунд
| Команда 1       | Рахунок      | Команда 2           |
| --------------- | ------------ | ------------------- |
| 6 липня 2023    |              |                     |
| Біньдінь        | 1:1 пен. 6:5 | Куангнам (2)        |
| Хонг Лін Хатінь | 3:1          | Лонган (2)          |
| Тханьхоа        | 4:0          | Ба Ріа Вюнг Тау (2) |
| Ханой           | 1:2          | Віеттел             |
| 7 липня 2023    |              |                     |
| Пхутхо          | 0:2          | ПВФ-Канд (2)        |
| Хоангань Зялай  | 1:0          | Біньзионг           |
| Конган          | 1:1 пен. 2:3 | Намдінь             |

## 1/4 фіналу
| Команда 1      | Рахунок      | Команда 2       |
| -------------- | ------------ | --------------- |
| 10 липня 2023  |              |                 |
| Тханьхоа       | 1:0          | Пхудонг (2)     |
| Біньдінь       | 2:1          | Хонг Лін Хатінь |
| 11 липня 2023  |              |                 |
| Віеттел        | 2:0          | Намдінь         |
| Хоангань Зялай | 1:1 пен. 4:5 | ПВФ-Канд (2)    |

## 1/2 фіналу
| Команда 1      | Рахунок | Команда 2    |
| -------------- | ------- | ------------ |
| 16 серпня 2023 |         |              |
| Тханьхоа       | 4:1     | ПВФ-Канд (2) |
| Віеттел        | 1:0     | Біньдінь     |

## Фінал
| Команда 1      | Рахунок      | Команда 2 |
| -------------- | ------------ | --------- |
| 20 серпня 2023 |              |           |
| Тханьхоа       | 0:0 пен. 5:3 | Віеттел   |